# 카시벨라우누스
카시벨라우누스(라틴어: Cassivellaunus)는 기원전 54년 율리우스 카이사르의 제2차 브리타니아 원정 당시 카이사르에게 항전한 브리튼 족의 일파인 카시족(Cassi)의 족장이다. 다른 부족들과 연합하여 로마 군대에 항거했으나 결국에는 항복하였다.
카시벨라우누스의 이름은 브리타니아어로 카쉬엘라노스(Cassiuellaunos)이고, 고대 켈트어로 격정(passion), 사랑(love), 증오(hate) 덧붙여 장발(long hair) 또는 청동(bronze)을 뜻하기도 하는 단어 카시(*kassi) + 지도자(leader), 권력자(sovereign)를 뜻하는 단어 우엘라몬(*uelna-mon)의 합성어이다. "카시벨라우누스"라는 이름은 몬머스의 제프리가 쓴 문헌에서 등장하며, 제프리는 카시벨라우누스를 브리튼의 선대 왕들 중 한명으로 비정하고 있다. 또한 웨일스 신화 문헌인 《마비노기온》에서는 카스왈라운(웨일스어: Caswallawn)이라는 이름으로 등장한다. 카스왈라운은 벨리 마우르의 아들이다.
기록 및 전승에 따르면 카시벨라우누스는 이웃한 트리노반테스 족과 전쟁을 벌여 왕을 살해했다고 한다. 트리반테스 족은 당대 브리튼에서 가장 강한 부족이었기에, 그를 죽일 정도로 카시벨라우누스의 군사적 능력이 뛰어났던 것으로 추정된다. 이에 왕의 아들인 만두브라키우스는 갈리아로 달아나 율리우스 카이사르에게 의탁했고, 카이사르가 브리튼 원정을 오는 계기가 되었다. 카시벨라우누스는 카이사르의 로마군을 상대로 게릴라 전술을 벌여 이들을 농락했으나, 카이사르가 주변 브리튼 족의 협조를 받아 카쎄 족의 본거지를 공격하자 카시벨라우누스는 항복했다.

## 역사
카시벨라우누스에 대한 언급은 율리우스 카이사르의 《갈리아 전기》에서, 카이사르의 제2차 영국 침략에 반대하는 브리튼 연합 군단의 지휘권을 지니고 있었다고 전한다. 카이사르는 카시벨라우누스의 부족에 대해 언급하지 않았는데, 그의 영토인 템즈강 북쪽에서 훗날 로마 황제 클라우디우스의 군단에 의한 브리타니아 공격 침공 당시 카투벨라루니(Catuvellauni)라는 부족이 살고 있었다는 기술이 전하고 있다.

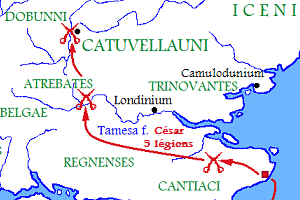
카이사르의 제2차 브리타니아 원정 루트

카이사르에 따르면 카시벨라누스는 이전에 이웃 부족과 다소 갈등이 있었다고 하는데, 이 시기의 브리타니아 지역 부족들에게는 일상적인 일이었고, 카이사르가 생존해 있었던 당시 브리타니아에서 가장 강력한 부족이었던 트리노반테스(Trinovantes)의 왕을 끌어내렸었다. 쫓겨난 왕의 아들 만두브라키우스(Mandubracius)가 카이사르를 의지해 도망쳐 왔는데, 그때 카이사르는 갈리아 원정 중이었다. 카시벨라우누스의 거듭된 공격은 카이사르의 군단이 식량을 노획하고 약탈하는 것을 막기 위한 전술이었지만, 카이사르는 곧장 템즈강으로 진군했다. 군사들이 걸어서 건널 수 있는 유일한 지점은 굵고 뾰족한 말뚝을 박은 방어 시설로 요새화되어 있었다. 로마군은 가까스로 그곳을 통과했다. 카시벨라누스는 대부분의 군대를 해산하고 게릴라 전술을 펼쳤고, 그것은 그의 영토와 전차의 속도에 대한 그의 지식에서 기인했다.

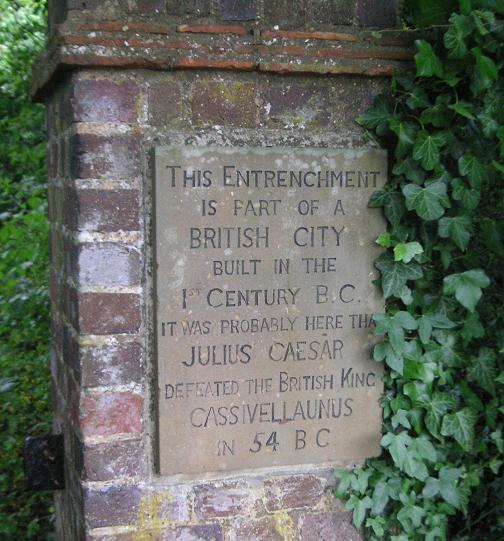
A plaque in Devil's Dyke mentions Cassivellaunus

다섯 개 브리타니아 부족 즉 케니마그니(Cenimagni), 세곤티아키(Segontiaci), 안칼리테스(Ancalites), 라이브로키(Bibroci) 그리고 카시(Cassi) 등은 카이사르에게 항복하고 카시벨라우누스의 요새가 있는 곳을 밝혔다. 카이사르는 거듭 그 거점을 포위했고, 카시벨라우누스가 가까스로 켄트(Kent) 지역 네 명의 왕 즉 킨게토릭스(Cingetorix), 카리일리우스(Carvilius), 탁시마굴루스(Taximagulus) 그리고 세고박스(egovax) 등으로부터 받은 전갈은 그들의 군대를 모아 해안에 있는 로마 진영을 공격하겠다는 것이었는데, 이들의 시도 역시 로마군은 성공적으로 막아낼 수 있었고 루고토릭스(Lugotorix)라는 인물이 포로로 잡혔다. 그의 패배와 영토 파괴에 대한 소식을 전해듣고 카시벨라우누스는 항복했다. 중재를 맡은 것은 콤미우스(Commius)로 카이사르의 갈리아 동맹이었다. 인질이 보내지고 조약은 성립되었다. 만두브라키우스는 그의 아버지의 자리를 되찾았고, 그리고 카시벨라우누스는 그와 전쟁을 벌이지 않기로 약속했다.
수습을 마친 카이사르는 다시 갈리아로 돌아갔다. 그곳에서는 흉년으로 정세가 불안정해져 있었다. 카이사르의 귀환 이후 97년 동안 로마군이 브리타니아를 밟는 일은 없었다.
그리스의 작가 폴바에누스(Polyaenus)는 그의 저서 《스트라타게마타》(Stratagemata)에서 카이사르가 카시벨라우누스의 템즈강 방어를 뚫는데 성공한 요인은 무장한 코끼리 군단을 진군시켰기 때문으로 설명하고 있다. 이 기록은 훗날인 서기 43년에 실제로 브리타니아 전선에 코끼리를 투입했던 황제 클라우디우스 휘하 군단의 로마 공격과 카이사르의 로마 공격을 헷갈려 착각한 것이라는 지적이 있다.

## 전설

### 브리타니아 열왕사(Historia Regum Britanniae)
카시벨라우누스는 12세기 몬무스의 제프리가 쓴 《브리타니아 열왕사》(Historia Regum Britanniae)에 언급되는데, 표기는 주로 카시벨라누스(Cassibelanus) 또는 카시벨라우누스(Cassibelaunus)로 나뉜다. 선왕 헨리의 어린 아들로, 형 루드의 죽음으로 왕이 되었다. 루드에게는 안드로게우스(Androgeus)와 텐반티우스(Tenvantius) 두 아들이 있었지만 왕위에 오르기에는 아직 어렸기 때문이었는데, 대신 안드로게우스는 켄트(Kent) 및 트리노바툼(Trinovantum, 오늘날의 런던)의 백작, 텐반티우스는 콘웰(Cornwall)의 백작이 되었다.
갈리아 정복을 완수한 율리우스 카이사르는 다음으로 브리타니아를 그의 목표로 삼았고, 카시벨라누스에게 조공을 요구하는 서신을 보냈다. 카시벨라우누스는 이를 거절했고 브리타니아인과 로마인은 같은 트로이의 후손임을 내세웠으며, 카이사르는 템즈강 하구로 쳐들어 왔다. 전투를 벌이는 동안 카시벨라우누스의 동생 넨니우스(Nennius)가 카이사르와 맞닥뜨려서 머리에 심한 상처를 입었다. 카이사르의 칼이 네니우스의 방패에 꽂히고 양측이 멜레(mêlée)에서 헤어질 때, 네니우스는 자신의 칼이 아닌 카이사르의 칼을 빼어 로마인을 공격, 호민관 라비에누스(Labienus)를 비롯한 무수한 로마 병사들을 죽였다. 브리타니아인의 저항이 거세자 결국 카이사르는 밤중에 다시 갈리아로 돌아갔다. 카시벨라우누스의 승전 축하는 네니우스의 머리 상처로 인한 죽음으로 중지된다. 네니우스는 자신이 카이사르로부터 빼앗아 수많은 로마군을 죽이는 데 사용했던 그 칼과 함께 묻혔는데, 그 칼의 이름은 크로케아 모르스(Crocea Mors)로 '누런 색깔의 죽음'이라는 뜻이었다.
2년 뒤에 카이사르는 더욱 보강된 병력으로 브리타니아를 공격했다. 카시벨라우누스는 이미 예상하고서 템즈강의 수심 아래에 말뚝을 박아 카이사르의 배가 그 끝에 걸려 부서지게 했다. 수천 명이 익사하고 로마군은 다시 한 번 서둘러 달아나야 했다.
브리타니아 지도자들은 트리노반툼에 모여 많은 희생제물을 올려 신들에게 승리를 감사하고 이를 기념하는 운동 경기도 열었다. 레슬링 시합 중에 카시벨라누스의 조카 히렐라글라스(Hirelglas)가 안드로게우스의 조카 쿠엘리누스(uelinus)에게 살해당하는 사건이 벌어졌다. 카시벨라우누스는 안드로게우스에게 그를 법정에 회부시킬 것을 명했지만 안드로게우스는 거절했고 재판은 자신의 영지인 트리노바툼에서 이루어져야 한다고 주장했다. 카시벨라우누스는 전쟁을 일으키겠다고 을렀고 안드로게우스는 이때 카이사르에게 도움을 요청해, 그를 브리타니아의 군왕으로 인정하는 것과 카이사르에게 인질을 보낸다는 조건에 대해서도 수락하였다.
카이사르는 세 번째로 브리타니아 공격에 나섰고, 리치버러(Richborough)에 상륙했다. 카시벨라우누스의 군대가 카이사르의 군대가 맞닥뜨리고 교전하는 사이 안드로게우스는 5천 명의 병력으로 카시벨라우누스를 후방에서 공격했다. 카시벨라우누스의 방어선은 무너졌고, 그는 인근 언덕으로 올라가 농성하였다. 이틀간의 포위 공격 끝에 안드로게우스는 카이사르에게 항복 조건을 제시해 달라고 호소한다. 카시벨라누스는 3천 파운드의 은을 바치고 카이사르와 맹우(盟友)가 되는 것에 동의하였다.
6년 뒤 카시벨라우누스는 죽어서 요크에 묻혔고, 안드로게우스는 카이사르와 함께 로마로 갔기 때문에 텐반티우스가 브리타니아 왕위를 이었다.

### 프러데인 섬의 삼제시(Welsh literature)
카시벨라우누스는 캐스월론(Caswallawn)으로 등장하는데, 영웅 벨리 마우르(Beli Mawr)의 아들로써 《프러데인 섬의 삼제시》와 《마비노기온》(Mabinogion), 그리고 《브룻과 브렌히네드》(the Brut y Brenhinedd)로 알려진 몬무스 제프리(Geoffrey of Monmouth)의 웨일즈어 번역 《브리타니아 열왕사》(Historia Regum Britanniae)에서 거론된다. 《마비노기온》 제2장에서 그는 찬탈자, 브리타니아의 적법한 정통 군주로 아일랜드에서 전쟁을 벌이고 있던 복자 브란(Bran the Blessed)에게 왕위를 빼앗은 자로써 등장한다. 그는 자신을 눈에 보이지 않게 만드는 마법의 망토를 쓰고 브란이 자신에게 맡긴 일곱 명의 간사(스테어워즈) 중 여섯 명을 죽이고, 일곱 번째 간사(스테어워즈)인 브란의 아들 카라독은 눈앞에서 그의 부하들이 살해당하는 것을 보고 절망하여 죽었다. 그 후 그는 제3지부에 나타나는데, 그 곳에서 브랜의 추종자들은 싸움을 피하기 위해 그에게 복종하는 것을 제안한다.
그는 또한 《루드와 리에펠리스》(Lludd and Llefelys)라는 이야기에도 언급되어 있는데, 여기서는 그의 두 형제로 루드 랄로우 어린트(Ludd Llaw Earint, 루드)와 리에펠릭스가 등장한다.
캐스월론은 《프러데인 섬의 삼제시》에서 자주 언급된다. 51장에서 언급하고 있는 것은 "아파위"(Afarwy, 만두브라키우스/안드로게우스)와의 대립으로 몬무스의 제프리가 기술한 바와 같고 한편으로 95장은 《마비노기온》에서 말한 브란의 죽은 아들 카라다우그에 대한 이야기를 언급하고 있다. 그러나 나머지 장(35, 36, 38, 59, 67, 그리고 71)은 로마나 현존하는 중세 자료에서도 언급되지 않은 캐스월론에 대한 전승을 소개하고 있다. 38장의 이름은 그가 타던 말의 이름을 따서 메인라스(Meinlas, "늘씬한 갈색 말")라고 명명되었고, 브리트니아 땅에서 훈장이 수여된 세 마리의 말 가운데 하나로 소개하였고 59장에서는 이 메인라스와 맞바꾸어 로마인들이 브리타니아에 상륙하도록 허용한 결정을 영국 섬의 세 가지 불행한 조언 가운데 하나로 부르고 있다. 35장은 캐스월롱이 카이사르를 추격하기 위해 2만 1000명의 병사를 거느리고 브리타니아를 떠났고 이후 돌아오지 않았다고 한다.
67장과 71장은 아름다운 여인 포플루어(Fflur)를 두고 율리우스 카이사르와 경쟁했던 훌륭한 연인으로 묘사하고 있다. 그는 브리타니아의 세 황금 신발 장인 가운데 한 명으로 자신의 사랑을 찾아 로마를 방문했다고 하는데, 이는 문맥상 그가 신발 장인으로 변장했음을 암시하고 있다. 이 이야기를 전하는 후대의 판본은 18세기 웨일즈의 골동품 연구가 롤로 모건윅(Iolo Morganwg)이 편집한 것으로 이러한 전통에 대한 확장판이었는데, 캐스월론이 갈리아에 있던 카이사르로부터 포플루어를 납치했다는 것부터 6천 명의 로마인을 죽였고, 이에 대한 복수로 카이사르가 브리타니아를 침범해왔던 것이라는 이야기도 포함되었다. 모건윅이 편집한 것과 같은 이야기는 아쉽게도 그 참고 문헌의 신빙성을 입증하기 어렵다. 그러나 12세기 시인 신델루 브라이디드 마워(Cynddelw Brydydd Mawr)는 "그녀에 대한 카이사르의 사랑은 비용이 많이 든다"는 글을 쓰는 등 모건윅이 언급한 포플루어 이야기의 어떤 버전을 알고 있었다. 따라서 포플루어에 대한 이야기 자체는 12세기까지로 올려잡을 수 있다.
웨일스 학자인 레이첼 브로미치(Rachel Bromwich)는 《프러데인 섬의 삼제시》에서의 캐스월런에 대한 단편적인 암시는 인물에 대한 서술(지금은 소실된)과 관련이 있다고 주장한다. 이것은 왕의 모험담을 상세히 묘사한 어떤 로맨스의 형태였을 지도 모르며, 그 내용의 대부분은 고전을 사용한 설명에 구애되지 않았을 것이다.

## 참고 문헌
- Bromwich, Rachel (2006). Trioedd Ynys Prydein: The Triads of the Island of Britain. University Of Wales Press. ISBN 0-7083-1386-8.
- Gantz, Jeffrey (translator) (1987). The Mabinogion. New York: Penguin. ISBN 0-14-044322-3.